# Drużbice (Bełchatów)
Pour les articles homonymes, voir Drużbice.
Drużbice (prononciation [druʐˈbit͡sɛ]) est un village de la gmina de Drużbice, du powiat de Bełchatów, dans la voïvodie de Łódź, situé dans le centre de la Pologne.
Il est le siège administratif (chef-lieu) de la gmina appelée gmina de Drużbice.
Drużbice se situe à environ 12 kilomètres au nord de Bełchatów (siège du powiat) et 36 kilomètres au sud de Łódź (capitale de la voïvodie).
Sa population s'élevait approximativement à 530 habitants en 2006.

## Administration
De 1975 à 1998, le village est attaché administrativement à l'ancienne voïvodie de Piotrków.

Depuis 1999, il fait partie de la nouvelle voïvodie de Łódź.